# Foro (Ripa Teatina)
Foro, chiamato anche Il Foro o Foro di Ripa Teatina (Lu Fòrë in dialetto ripese), è una località di circa 1 000 abitanti nel comune di Ripa Teatina. Questa è la località più grande sia per estensione territoriale sia per numero di abitanti.

## Geografia fisica
Il Foro dista circa 4 km dal centro di Ripa Teatina; confina con i comuni di Miglianico (circa 3 km) e Villamagna (circa 6 km) e dista circa 10 km da Francavilla al mare e 30 km dalle vette della Majella.
La contrada è attraversata dal fiume Foro, da cui prende il nome.

## Monumenti e luoghi d'interesse
Nella contrada è presente la chiesa della Madonna del Rosario, recentemente restaurata e alcuni resti archeologici di epoca romana.

## Società
La popolazione di questa contrada è cresciuta molto in questi ultimi anni, dovuta soprattutto allo spopolamento delle grandi città vicine come Chieti e Pescara.

## Economia
L'economia della contrada è fiorente. Già a partire dagli anni 90 sono comparse numerose piccole aziende industriali e nonostante un calo della produzione (soprattutto kiwi) degli ultimi anni, l'economia di questa contrada è riuscita sempre ad essere di maggiore importanza per il paese (Ripa Teatina), anche grazie alla vicinanza della Val Pescara e di Miglianico.
I principali prodotti agricoli sono: l'ulivo, la vite, i kiwi e altri frutti come pere, mele, ciliegie, fragole ecc.

## Infrastrutture e trasporti
La contrada è attraversata dalla Strada statale 263 di Val di Foro e di Bocca di Valle che collega il parco nazionale della Majella a Francavilla al mare.

## Manifestazioni
La prima settimana di luglio viene festeggiata la Madonna del Rosario con una grande festa.
La contrada partecipa ai Giochi delle contrade, svolti nel paese di Ripa Teatina.